# Gabbur, Koppal
Gabbur là một làng thuộc tehsil Koppal, huyện Koppal, bang Karnataka, Ấn Độ.